# Ambulyx pseudoregia
Ambulyx pseudoregia là một loài bướm đêm thuộc họ Sphingidae. Loài này có ở Trung Quốc (Tứ Xuyên).